# Collectie Jos Knaepen
De Collectie Jos Knaepen is een private kunstverzameling van voormalig Europees ambtenaar en kunsthistorica Mevr. Jos Knaepen (1933-2014). De verzameling werd in 2013 door Knaepen grotendeels geschonken aan de Koning Boudewijnstichting. Op hetzelfde moment richtte Knaepen samen met de Koning Boudewijnstichting ook het Fonds Jos Knaepen op.

## Context
Jos Knaepen (1933-2014) ontwikkelde op jonge leeftijd een fascinatie voor kunst. Als student bezocht ze frequent het Museum voor Schone Kunsten te Brussel en zag er tentoonstellingen met werk van onder meer Pablo Picasso, Vincent Van Gogh en Henry Matisse. Ze studeerde Geschiedenis en Kunstgeschiedenis en reisde nadien met behulpt van een studiebeurs naar Spanje waar ze onder andere kunstenares Elena Colmeiro leerde kennen. Bij haar terugkeer in België herman ze haar studies waarna ze begon te werken voor een firma dat instond voor het produceren van dia's van kunstwerken. Ze ontwikkelde doorheen haar verschillende contacten een grote fascinatie voor kunstenaars Robert Motherwell en Sam Francis. Het eerst werk dat ze kocht en het werk waar het allemaal mee begon was dit van Spaans kunstenaar Joan Miro, The Escape Ladder (1940).
De collectie van Jos Knaepen is het resultaat van een leven lang kunst verzamelen en bestaat voornamelijk uit werk van Angelsaksische kunstenaars. De verzameling verschilt door zijn Angelsaksische focus met de private collectie van tijdgenoot Thomas Neirynck die zich voornamelijk richtte tot Belgische kunstenaars. De collectie bestaat uit 62 werken van onder meer Sam Francis, Robert Motherwell, Ben Nicholson, Alan Green en George Grosz. De meeste kunstwerken in de collectie zijn gerealiseerd op papier zoals tekeningen, gouaches en aquarellen. In 2010 ging er in het Museum van Moderne Kunst te Brussel een tentoonstelling door van haar collectie. De verzameling abstracte beeldende kunst van Jos Knaepen is met steun van de Koning Boudewijnstichting ondergebracht in de gelijknamige stichting om ze publiekelijk toegankelijk te maken. Mevr. Knaepen schonk bij leven een 56-tal kunstwerken aan de stichting met werk van:

## Fonds Jos Knaepen
In 2013 werd het het Fonds Knaepen opgericht en is een samenwerking tussen Jos Knaepen en de Koning Boudewijnstichting met als doel het samenhouden van de collectie en publiek tentoon te stellen. Een groot deel van de collectie werd op hetzelfde moment geschonken aan de Stichting.

## Collectieoverzicht
| Artiest            | Nationaliteit    | Werken binnen het Fonds Knaepen (Koning Boudewijnstichting) |
| ------------------ | ---------------- | --- |
| Larry Bell         | USA              | Drawing (1979) |
| Eduardo Chillida   | Spanje           | Aquatint (sd), Levitation (1969), Kate II (1972) |
| Elena Colmeiro     | Spanje           | Espirales (1990), Dialogos (1970-1975) |
| Jo Delahaut        | België           | Blauwe, groene, gele vierkanten (1986), Rode, oranje vierkanten (1986) |
| Burgoyne Diller    | USA              | Untitled. Theme #3 (1961) |
| Sam Francis        | USA              | Untitled (1951), Untitled (1959), Blue form (1960), Red form, Paris (1960), Untitled (Blue Balls series) (1962), Untitled (1964), Untitled.Tokyo (1965-1966), Untitled.Bern (1973) |
| Alan Green         | Groot-Brittannië | Rip off (1974), Two Rectangles towards small grey (1991), grey junction to red/violet (1994), Drawing No. 94 (1975), Drawing No. 344 (1997), Monoprint (2000)                      |
| George Grosz       | Duitsland        | Die Strasse (1917), Stunk in der Strasse (1917), Spiessbürger am Stamtisch (1920).                                                                                                 |
| Nigel Hall         | Groot-Brittannië | Drawing No. 129 (1979), Drawing No. 968 (1995) |
| André Heurtaux     | Frankrijk        | |
| Gottfried Honneger | Zwitserland      | |
| Ellsworth Kelly    | USA              | Cuxa (from third curve series) (1976) |
| Ronald Kitay       | USA              | |
| Henri Michaux      | Frankrijk        | Zonder titel (1970) |
| Joan Miro          | Spanje           | The escape ladder (1940) |
| Giorgio Morandi    | Italië           | - |
| Robert Motherwell  | USA              | The Figure 4 # 11 (1966), The Figure 4 # 12 (1966), Elegy to the Spanish Republic (1991)                                                                                           |
| David Nash         | Groot-Brittannië | Parted Oaks, Hoge Veluwe (1985), oak Bowl cae'n-y-Coed (2012), Feather Light (2012)                                                                                                |
| Aurelie Nemours    | Frankrijk        | - |
| Ben Nicholson      | Groot-Brittannië | Blue Seven (1954), Untitled (1968), Urbino (1969), Spanners Carnac (Tools series) (1974), Varese (1981)                                                                            |
| Tom Phillips       | Groot-Brittannië | - |
| Gio Pomodoro       | Italië           | - |
| Edda Renouf        | USA              | Incised lines in two colums and chalk (1974-1977) |
| Yuko Shiraishi     | Groot-Brittannië | Red to red (2004) |
| Bart Van Der Leck  | Nederland        | Zonder titel (1917), Zonder titel (1929) |
| Jésus Rafael Soto  | Venezuela        | Le cube de Florence (2002), Lineas Virtuales (1979) |
| Dan Van Severen    | België           | |
| Dario Vilalba      | Spanje           | |
| Carel Visser       | Nederland        | |
| Marthe Wery        | België           | |
| Graham Williams    | Groot-Brittannië | |